# Planodema strandi
Planodema strandi är en skalbaggsart som först beskrevs av Stefan von Breuning 1940.  Planodema strandi ingår i släktet Planodema och familjen långhorningar.
Artens utbredningsområde är:
- Gabon.
- Nigeria.

Inga underarter finns listade i Catalogue of Life.